# 브리하드라타 마우리아
브리하드라타 마우리아(산스크리트어: बृहद्रथ मौर्यः 브리하드라타 마우리야)는 기원전 187년부터 기원전 185년까지 마우리아 제국을 통치한 마지막 마우리아 황제로, 제국의 세나파티이자 후에 숭가 제국의 개창자인 푸시야미트라 숭가에게 살해당했다. 브리하드라타 시대 마우리아 제국의 영토는 아소카 시대에 비해 상당히 축소된 상태였다.

## 치세
푸라나에 따르면 브리하드라타는 자신의 아버지인 사타단반으로부터 제위를 물려받았으며, 기원전 184년에 그의 장군인 푸시야미트라 숭가에게 죽임을 당했다. 바나바타의 하리샤차리타에서는 이때 푸시야미트라가 브리하드라타에게 군대의 힘을 보여주려는 구실로 전 마우리아 군대를 통솔하면서 그의 주인을 짓밟았다고 전하고 있다. 푸시야미트라는 군대 앞에서 브리하드라타를 죽이고 새로운 통치자로 군림하였다.

### 데메트리오스 1세의 침공
기원전 185년, 인도 북서부(현대 아프가니스탄과 파키스탄의 일부)는 그리스-박트리아 왕 데메트리오스(다르마미타)에 의해 점령되었고, 이어서 푸샤미트라 숭가 장군이 마우리아 왕조를 전복시켰다. 마우리아는 그리스와 외교 동맹을 맺었으며 그리스-박트리아인에 의해 동맹국으로 간주되었을 가능성이 있다. 스리랑카 승려 바드라에 따르면 브리하드라타는 데메트리우스의 딸인 베레니사(팔리어 문헌에서 수바른나키시라는 이름으로 등장함)과 결혼하였다고 한다. 인도의 그리스인들을 보호하기 위한 목적으로 그리스-박트리아가 마우리아를 침략했을 가능성이 존재한다. 데메트리오스는 카불 계곡과 펀자브 일부 지역을 자신의 영토로 삼았으나 곧 박트리아로 돌아가 유크라티데스 1세로 추정되는 세력과 치열한 전투를 벌여야 했다.
파탈리푸트라의 야바나 침공설은 유가 푸라나에 기반을 두고 있으며, 예언서에 기록된 경전은 다르마미타 왕의 원정에 대해 다음과 같이 설명하고 있다.
1. 그런 다음, 악하고 용감한 야바나들은 사게타와 판찰라, 마투라를 걸쳐 쿠수마드바자(파탈리푸트라)에 도달할 것이다.
2. 그런 다음, 푸슈파푸라(파탈리푸트라)에 도달하고 그 유명한 진흙(성벽)이 무너지면 모든 영역이 무질서해질 것이며 이는 의심의 여지가 없다.
3. 그런 다음, 마침내 나무로 된 무기로 이루어진 대전쟁이 발생할 것이며, 그곳에는 가장 사악하고 불명예스럽고 불의한 사람들이 있을 것이다.
— 유가 푸라나

## 같이 보기
- 마가다
- 마우리아 제국
- 숭가 제국

## 참고 문헌
- Thapar, Romila (2013), 《The Past Before Us》, Harvard University Press, ISBN 978-0-674-72651-2

| 전 대 사타단반 | 제9대 마우리아 황제 기원전 197년-기원전 185년 |  |